# Нил Сорски
Нил Сорски (око 1433 — 1508) је био вођа покрета беспоседника који су се противили црквеном земљопоседу у средњовековној Русији, заговарајући монашко сиромаштво.
Сматра се једним од отаца руске цркве. Оснивач је скитског монашког живота у Русији. Његов Устав скитског живота представља дело од великог значаја за цркву.

## Младост
Рођен је као Николај Мајков. Иако неки аутори говоре о његовом племићком пореклу, он је себе описивао као сељанина (рус: посељанин). Пре него што је постао монах, Николај је радио као писар преписујући и умножавајући књиге. Монашки завет је положио у Кирило-Белозерском манастиру, који је био познат по свом непријатељском ставу наспрам манастирског поседа. Оснивач манастира, свети Кирил Белозерски је одбио села која су му нуђена у посед. Кирилови следбеници су прихватили његов пут, и касније су били познати као старци са Волге, са Нилом Сорским као њиховим предводником. Нил је убрзо отишао на ходочашће у Свету земљу, и посетио је Палестину, Константинопољ и Свету гору, где се упознао са мистичним учењем исихазма и патристичком литературом.
По повратку у Русију, између 1473. и 1489, Нил је основао скит на реци Сори (отуда његов надимак Нил Сорски), недалеко од Кирило-Белозерског манастира. Око себе је сабрао људе, који су се одали тиховању, живећи задружним животом. Нил се у то време интензивно бавио писањем.

## Новгородска јерес
Нил Сорски је био умешан у новгородску јерес (ен: Sect of Skhariya the Jew), која је придобила многе умове у Русији тога времена. Изгледа да су Сорски и његов најближи дружбеник Пајсије Јарославов били много толерантнији према јеретицима него већина руског клера, предвођеног Генадијем Новгородским.
1489. године је архиепископ Генадије започео борбу против јеретика и питао архиепископа Ростова да затражи помоћ од стараца Нила Сорског и Пајсија Јарославова, који су живели у његовој епархији. На синоду 1490. године Нил Сорски се одлучно противио смртној казни за јеретике и доводио је у питање морално право цркве да их враћа под своје окриље на друге начине осим саветом, молитвом и примером. Ипак, на синоду је одлучено да се јеретици спаљују на ломачи. Након тога је неколицина њих спаљена у Новгороду и Москви.

## Учење и утицај
Учење Нила Сорског се разликује од стандардног руског православља. Он је у свом учењу развио мистичне и аскетске идеје, инспирисане исихазмом, тражећи од верника да се усредсреде на унутрашњи свет и особно емотивно искуство вере као средства за постизање јединства са Богом. Такође је захтевао да монаси учествују у продуктивном раду.
Сорски је своје напоре посветио борби против манастирских земљопоседничких права на Синоду 1503. године у Москви. Тамо је потегао питање манастирских поседа, који су у то време заузимали око трећине Русије, и који су, према његовом мишљењу, били одговорни за деморализацију руских монашких заједница. Иако је говорио у прилог политике Ивана III о секуларизацији манастирске земље, Сорски није поживео довољно дуго да види исход ове борбе.
Преминуо је 1508. године. Мошти му се налазе у Сорском манастиру. Православна црква слави га као свеца 7. априла по јулијанском, а 20. априла по грегоријанском календару.